# سوفی کال
سوفی کال (انگلیسی: Sophie Calle؛ زادهٔ ۹ اکتبر ۱۹۵۳) عکاس، نویسنده، و طراح رقص اهل فرانسه است.
او به واسطه پرداختن به زندگی شخصی‌اش و استفاده توأمان از ادبیات و عکاسی در آثارش به شهرت رسید. پل آستر شخصیت اصلی لویاتان را براساس شخصیت سوفی کال خلق کرد؛ کال در شکل‌گیری این پروژه با آستر همکاری کرد. آثار او در نمایشگاه‌های مهم بسیاری همچون دوسالانه ونیز به نمایش درامده‌اند.
وی همچنین برندهٔ جوایزی همچون جایزه هاسلبلاد شده‌است.